# داء باجيت في الثدي
مرض باجيت في الثدي (بالإنجليزية: Paget's disease of the breast)‏، هو نوع من أنواع السرطان الذي يَظهر كالتهاب في الجلد (أكزيما) سطحياً، مع حدوث تغيرات في الجلد تتضمن حلمة الثدي. يُعتبر مرض بادجيت الثديي غير شائع حيث يمثل 1 إلى 4.3% من جميع أنواع سرطانات الثدي وقد وصفه السير جيمس باجيت لأول مرة عام 1874. وغالبًا ما تظهر الحالة في حد ذاتها غير ضارة، وتقتصر على مظهر سطح البشرة ويتم تجاهلها في بعض الأحيان، على الرغم من أنها تشير فعليًا إلى سرطان أساسي في الثدي.

## العلامات والأعراض
يمكن أن يؤثر مرض باجيت في الثدي على الحلمة والهالة. عادةً ما تؤثر الأعراض على ثدي واحد فقط. وتشمل الأعراض:
- في البشرة: الأعراض الأولى هي عبارة عن طفح جلدي يشبه الأكزيما عادةً. قد يكون جلد الحلمة والهالة حمراء وملتهبة وبها حكّة.[4] بعد فترة من الزمن، قد يصبح الجلد متقشر.
- الإفرازات: قد ينبعث من المنطقة إفرازات قد تكون بلون القش أو تحتوي بعض الصديد أو الدم.
- الإحساس: بعض النساء يحدث لديهن إحساس حارق. عادة ما تحدث هذه الأعراض في مراحل أكثر تقدمًا من اللمرض، وعادةً ما يدفع التدمير الخطير للجلد بالمريض للبحث عن المشورة الطبية.
- الكتل في الثدي: تحدث في 50% من المرضى.[5] في المراحل الأكثر تقدمًا، قد يتسبب المرض بإحساس الوخز وزيادة الحساسية والألم.[6]
- التغييرات في الحلمة: قد تنقلب الحلمة وتتحول إلى الداخل.
- التغييرات في الثدي: قد يكون هناك أو لا يكون هناك تورم في الثدي، وقد يكون هناك احمرار، نز وقشور، وتقرح لا يُشفى.

تؤثر الأعراض عادة على الحلمة ثم تنتشر إلى الهالة ثم الثدي، من الشائع أن تزداد الأعراض ومن ثم تتضائل.
معظم النساء لا يزرن الطبيب لأنهن يفترضن أن مرض باجيت هو التهاب طفيف في الجلد أو أكزيما. يشير التورم أو تهيج الجلد الذي لا يبدو أنه يُشفى لأكثر من شهر إلى أن هناك حاجة ماسّة إلى زيارة طبيب أخصائي.

## الفيزيولوجيا المرضية
يتميز مرض باجيت في الثدي بخلايا باجيت. وهي عبارة عن خلايا كبيرة ذات سيتوبلازم صافٍ (هالة صافية) ونواة غير متجانسة، تتواجد في جميع أنحاء البشرة.
هناك بعض الجدل حول ما إذا كانت هذه الخلايا تنشأ من نظام الأقنية في الثدي، أو ما إذا كانت هذه الخلايا قد ظهرت نتيجة للتحول الخبيث في الموضع.
وفقاً لنظرية الهجرة، فإن سرطان الأقنية اللابّد في الموضع يهاجر إلى الجيوب المولدة للبن وجلد الحلمة. تؤدي الخلايا السرطانية إلى تعطيل الحاجز الظهاري الطبيعي ويتراكم السائل خارج الخلية على سطح الجلد، مما يؤدي إلى تقشر جلد الهالة.

## التشخيص

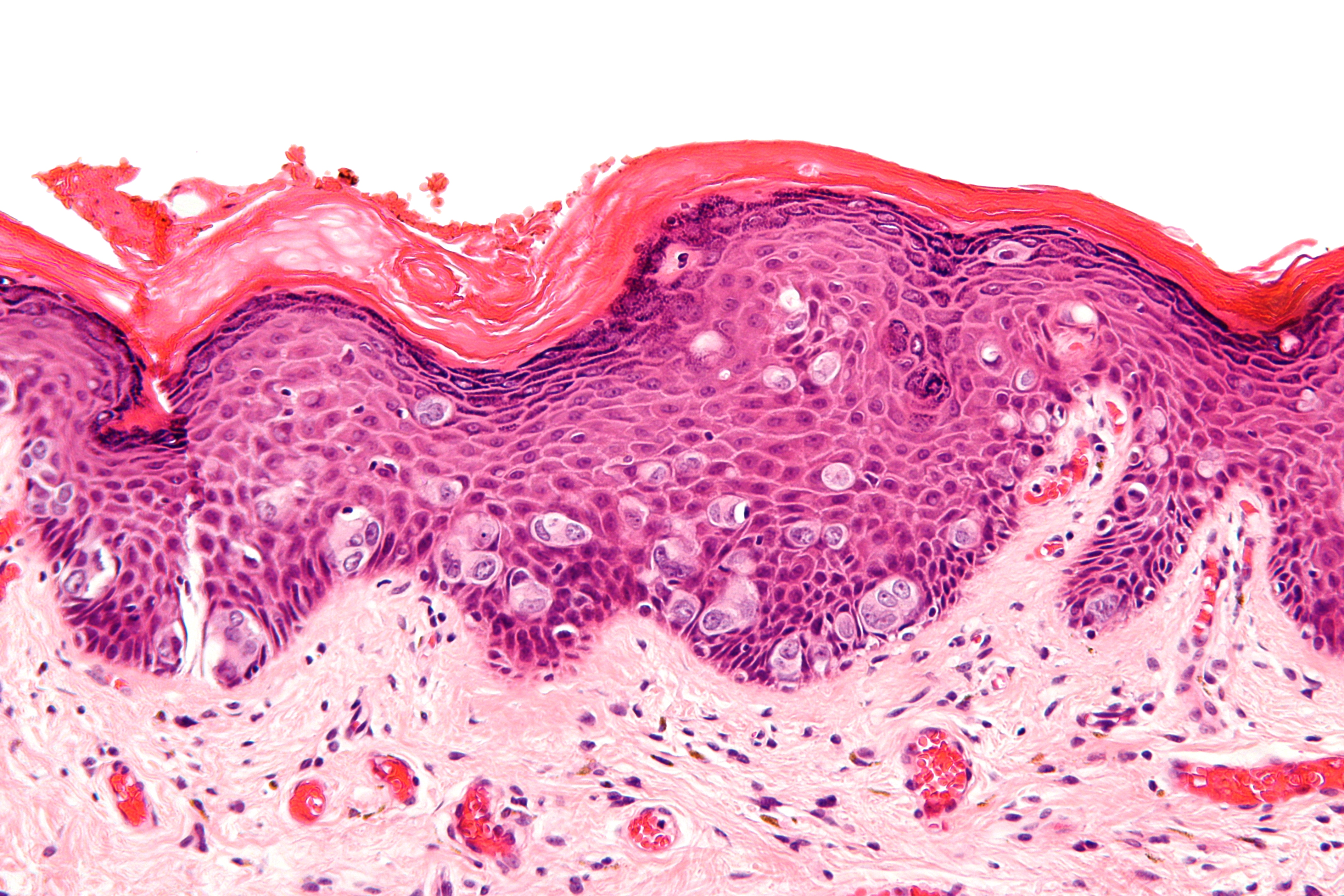
صورة مجهرية لمرض باجيت. مصبوغة بالهيماتوكسيلين واليوزين.

الاختبارات الموصى بها هي تصوير الثدي الاشعاعي وخزعة لتأكيد التشخيص، وقد يكون علم الأمراض الخلوي مفيدًا أيضًا. يصعب تشخيص مرض باجيت بسبب تشابهه مع التهاب الجلد والأكزيما. حتى في المرضى الذين خضغوا لجراحة إزالة سرطان الأقنية اللابد في الموضع. الأكزيما تميل إلى التأثير على الهالة أولاً، ثم الحلمة، بينما ينتشر داء باجيت عكسياً من الحلمة.
أثناء الفحص البدني، يفحص الطبيب المناطق غير المعتادة من الثدي، وخاصة مَظهر الجلد على وحول الحلمات وجَس أي كتل أو مناطق سميكة حولها.
الاختبار الأكثر شيوعًا الذي يُستخدم لتشخيص مرض باجيت هو الخزعة. ويتم عبر أخذ عينة من أنسجة المنطقة المصابة ليتم فحصها بعد ذلك تحت المجهر بواسطة أخصائي علم الأمراض، والذي يستطيع تمييز خلايا باجيت من أنواع الخلايا الأخرى عن طريق صبغ الأنسجة لتحديد خلايا معينة عن غيرها (كيمياء نسيجية مناعية). يمكن أيضًا فحص عينات من إفرازات الحلمة تحت المجهر لتحديد ما إذا كانت تحوي خلايا باجيت أم لا.
كشط الخلايا من المنطقة المصابة، أو الضغط عليها على شريحة زجاجية لفحصها تحت المجهر مفيد أيضاً.
في المتوسط، قد تواجه المرأة علامات وأعراض لمدة ستة إلى ثمانية أشهر قبل أن يتم تشخيصها.

## العلاج
مرض باجيت في الثدي هو نوع من أنواع سرطانات الثدي. حيث يتضمن العلاج عادةً استئصال الورم أو استئصال الثدي لإزالة الورم جراحياً. قد يكون العلاج الكيميائي أو العلاج الإشعاعي ضروريًا، ولكن غالباً ما يَعتَمِد تحديد العلاج على خصائص سرطان الثدي الأساسي.
يتم التعامل مع سرطان الثدي الغازي أو سرطان الأقنية اللاّبد في الموضع من خلال استئصال الثدي الجذري المعدل. يتمثل الإجراء في إزالة الثدي، والبطانة على عضلات الصدر وجزء من الغدد الليمفاوية من أسفل الذراع. في حالات السرطانات الغير غازية، يتم إجراء استئصال بسيط للثدي حيث تتم إزالة الثدي فقط مع البطانة التي على عضلات الصدر.
المرضى الذين يعانون من السرطان الذي لم ينتشر بعد الحلمة والمنطقة المحيطة غالباً ما يتم علاجهم عن طريق جراحة أو استئصال الورم. وعادة ما يخضعون للعلاج الإشعاعي بعد الإجراء الفعلي لمنع تكرار الإصابة. تتكون عملية الحفاظ على الثدي من إزالة الحلمة والهالة وجزء من الثدي المصاب بالسرطان.
في معظم الحالات، يكون العلاج المساعد جزءًا من مخطط العلاج. يعطى هذا النوع من العلاج عادة لمرضى السرطان لمنع تكرار محتمل للمرض. تعتمد الحاجة إلى العلاج المساعد على نوع السرطان وما إذا كانت الخلايا السرطانية قد انتشرت إلى الغدد الليمفاوية في مرض باجيت، النوع الأكثر شيوعًا من العلاج المساعد هو الإشعاع بعد الجراحة المحافظة على الثدي.
قد يتكون العلاج المساعد أيضًا من الأدوية المضادة للسرطان أو العلاجات الهرمونية. العلاج الهرموني يقلل من إنتاج الهرمونات داخل الجسم، أو يمنع الهرمونات من تحفيز الخلايا السرطانية، ويستخدم عادة في حالات السرطان الغازي عن طريق الأدوية مثل عقار تاموكسيفين وأنستروزول.

## مآل المرض
تم اقتراح وجود ثلاثة عوامل للتشخيص؛ أولاً، ما إذا كانت هناك كتلة واضحة للمرض. ثانياً، ما إذا كانت العقد الليمفاوية إيجابية (أي انتشر المرض إليها). ثالثاً، ما إذا كان هناك سرطان خبيث كامن. إذا لم يكن هناك أي من هذه، فإن البقاء على قيد الحياة لمدة 5 و 10 سنوات قد تصل إلى 85% و 80% على التوالي، مع العلاج الكيميائي المساعد تصل حتى 95% و 90 ٪. إذا كانت هناك كتلة واضحة، قد تصل إلى 32% و 31% على التوالي، مع العلاج الكيميائي المساعد (40% و 35 ٪). ارتبطت الغدد الليمفاوية الإيجابية بشكل إيجابي مع الكتلة الملموسة وتؤثر على أن يكون معدل النجاة 28% فقط بعد 10 سنوات (مقابل 79% بدون كتلة واضحة وبدون العقد الليمفاوية المتأثرة). تورط الغدد الليمفاوية لا يسبب أي ضرر مباشر، لكنه مجرد مؤشر على انتشار المرض.
إضافةً إلى ذلك، فإن المرضى الذين يعانون من أورام الثدي الكامنة المحددة المرتبطة بها لديهم معدل البقاء على قيد الحياة من 38-40% في خمس سنوات ومعدل البقاء على قيد الحياة من 22-33% في 10 سنوات. معدل الوفاة من سرطان الثدي النقيلي في المرضى الذين يعانون من مرض باجيت الثديي والسرطان الأساسي هو 61.3 ٪، مع معدل البقاء التراكمي 10 سنوات بنسبة 33 ٪.

## معدل الانتشار
يزيد عمر معظم المرضى الذين تم تشخيص إصابتهن بمرض باجيت في الحلمة عن 50 عامًا، ولكن تم تشخيص حالات نادرة لدى مريضات في العشرينات من العمر. متوسط العمر عند التشخيص هو 62 للنساء و 69 للرجال. المرض نادر الحدوث بين النساء والرجال.

## تاريخ المرض
سُمّيت الحالة باسم الجراح الإنجليزي جيمس باجيت، الذي وصف الحالة لأول مرة في عام 1874